# Roger Coulon
Roger Coulon, ou Roger Guérin Coulon, né le 26 octobre 1921 à Sochaux et mort le 22 novembre 1980 à Strasbourg, est un footballeur français. Il évoluait au poste de gardien de but.

## Biographie
Il évolue de 1940 à 1947 au FC Sochaux-Montbéliard. Comme les autres joueurs professionnels du club sochalien, il porte les couleurs de l'équipe fédérale Nancy-Lorraine en 1943-1944, équipe avec laquelle il remporte la Coupe de France de football 1943-1944.

## Carrière de joueur
- 1940-1947 :  FC Sochaux-Montbéliard
  - 1943-1944 :  Équipe fédérale Nancy-Lorraine

## Palmarès
- Vainqueur de la Coupe de France 1944 avec l'équipe fédérale Nancy-Lorraine